# Omega Ophiuchi
Désignations
Omega Ophiuchi (en abrégé ω Oph) est une étoile variable de quatrième magnitude de la constellation zodiacale d'Ophiuchus. Située à proximité de l'écliptique, elle peut être occultée par la Lune et, plus rarement, par autres les planètes du Système solaire. Une telle occultation par Vénus eut lieu le 9 décembre 2017, qui était visible depuis l'Atlantique sud.
D'après la mesure de sa parallaxe annuelle par le satellite Hipparcos, l'étoile est distante d'environ ∼ 169 a.l. (∼ 51,8 pc) de la Terre. Elle s'éloigne du Système solaire à une vitesse radiale de +2,5 km/s. L'étoile montre un changement significatif dans la mesure de son mouvement propre au cours du temps, suggérant qu'elle pourrait être une binaire astrométrique. Ce compagnon serait probablement un objet compact telle qu'une naine blanche.
Omega Ophiuchi est une étoile Ap de type spectral ApSrEuCr, un type d'étoile chimiquement particulière dont le spectre montre des surabondances en strontium, en europium, et en chrome. Abt et Morrell (1995) lui ont déterminé un type spectral de A2 Vp(SrCrEu Ksn), précisant qu'il s'agit en plus d'une étoile blanche de la séquence principale dont la raie K du calcium (calcium ionisé une fois) possède à la fois des composantes ponctuelles et élargies. C'est une variable de type α2 Canum Venaticorum dont la magnitude apparente varie entre 4,44 et 4,51 selon une période de 2,99 jours. Un fort champ magnétique stellaire a été mesuré à sa surface.
Omega Ophiuchi est âgée autour de 860 millions d'années et elle est 2,25 fois plus massive que le Soleil. Elle tourne sur elle-même à une vitesse de rotation projetée de 32,2 km/s et sa période de rotation est de 2,3 jours, ce qui est égal à sa période de variation. Le rayon de l'étoile est trois fois plus grand que le rayon solaire, elle est environ 35 fois plus lumineuse que le Soleil et sa température de surface est de 8 150 K. Le système est une source d'émission de rayons X.